# Hadropareia semisquamata
Hadropareia semisquamata är en fiskart som beskrevs av Anatoly Petrovich Andriashev och Matyushin, 1989. Hadropareia semisquamata ingår i släktet Hadropareia och familjen tånglakefiskar. Inga underarter finns listade i Catalogue of Life.